# Џон Пол Стивенс
Џон Пол Стивенс (енгл. John Paul Stevens; Чикаго, Илиноис, САД, 20. април 1920- Форт Лодердејл, 16. јул 2019) био је амерички правник и судија који је служио као придружени судија Врховног суда Сједињених Америчких Држава. Стивенс је трећи судија по дужини мандата у историји Суда. Именовао га је Џералд Форд 1975, како би заменио Вилијама О. Дагласа, судију са најдужим мандатом у историји Суда. Именовање Стивенса је потврђено у Сенату гласовима 98 сенатора, нико није гласао против. Суд је, за време Стивенсовог мандата, променио три председника (Ворен Е. Бергер, Вилијам Ренквист и Џон Робертс).
Стивенс је, како се широко сматра, припадао либералном крилу Суда. Стивенсов либерализам није био толико видљив у почетку његовог мандата. У том периоду је гласао за поновно увођење смртне казне у САД, а противио се програмима запошљавања заснованим на афирмативној акцији. Међутим, у све конзервативнијем Ренквистовом суду, Стивенс се придружио либералним судијама по питањима као што су абортус, геј права и федерализам. Једна статистичка анализа гласања у Суду из 2003, оценила је Стивенса као најлибералнијег члана Суда.
Након његовог повлачења 2010, Барак Обама је на његово место именовао Елену Кејган.